# Blackstar (album, David Bowie)
Blackstar (stylizováno jako ★)  je dvacátým pátým a posledním studiovým albem anglického hudebníka Davida Bowieho. Bylo vydáno 8. ledna, na Bowieho 69. narozeniny a dva dny před jeho smrtí, na Bowieho značce ISO Records. Titulní skladba "Blackstar" byla vydána jako singl 20. listopadu  a použita jako průvodní hudba v televizním seriálu The Last Panthers. Skladba "Lazarus" byla vydána 17. prosince 2015 jako digitální stahovatelná nahrávka a její premiéra byla téhož dne na stanici BBC Radio 6 Music.

## Seznam skladeb
1. „Blackstar“ – 9:57
2. „'Tis a Pity She Was a Whore“ – 4:52
3. „Lazarus“ – 6:22
4. „Sue (Or in a Season of Crime)“ – 4:40
5. „Girl Loves Me“ – 4:51
6. „Dollar Days“ – 4:44
7. „I Can't Give Everything Away“ – 5:47

## Obsazení
- David Bowie – zpěv, kytara, aranžmá smyčců, harmonika
- Donny McCaslin – flétna, saxofon
- Ben Monder – kytara
- Jason Lindner – klavír, varhany, klávesy
- Tim Lefebvre – baskytara
- Mark Guiliana – bicí, perkuse
- Erin Tonkon – doprovodné vokály
- Tony Visconti – smyčce
- James Murphy – perkuse